# Niedersteinbach
Niedersteinbach est une commune française située dans la circonscription administrative du Bas-Rhin et, depuis le 1er janvier 2021, dans le territoire de la Collectivité européenne d'Alsace, en région Grand Est.
Cette commune se trouve dans la région historique et culturelle d'Alsace et fait partie du parc naturel régional des Vosges du Nord.

## Géographie

### Localisation
La localité est située à 18 km de Reichshoffen, 31,5 de Haguenau, et 65 de Strasbourg.

### Écarts et lieux-dits
- Wengelsbach.

### Géologie et relief
La commune se compose de 26,13 hectares de territoires artificialisés (3,14 %), 74,37 hectares de territoires agricoles (8,95 %) et 730,23 hectares de forêts et milieux semi-naturels (87,87 %).
- Col de Goetzenberg.
- Col du Langthal.
- Grand Wintersberg.

### Sismicité
Commune située dans une zone de sismicité moyenne.

### Hydrographie et les eaux souterraines
Hydrogéologie et climatologie : Système d’information pour la gestion de l’Aquifère rhénan :
Territoire communal : Occupation du sol (Corinne Land Cover); Cours d'eau (BD Carthage),
Géologie : Carte géologique; Coupes géologiques et techniques,
 Hydrogéologie : Masses d'eau souterraine; BD Lisa; Cartes piézométriques.
La commune est dans le bassin versant du Rhin au sein du bassin Rhin-Meuse. Elle est drainée par le ruisseau le Steinbach, le ruisseau le Langenbach et le ruisseau Wengelsbach,.

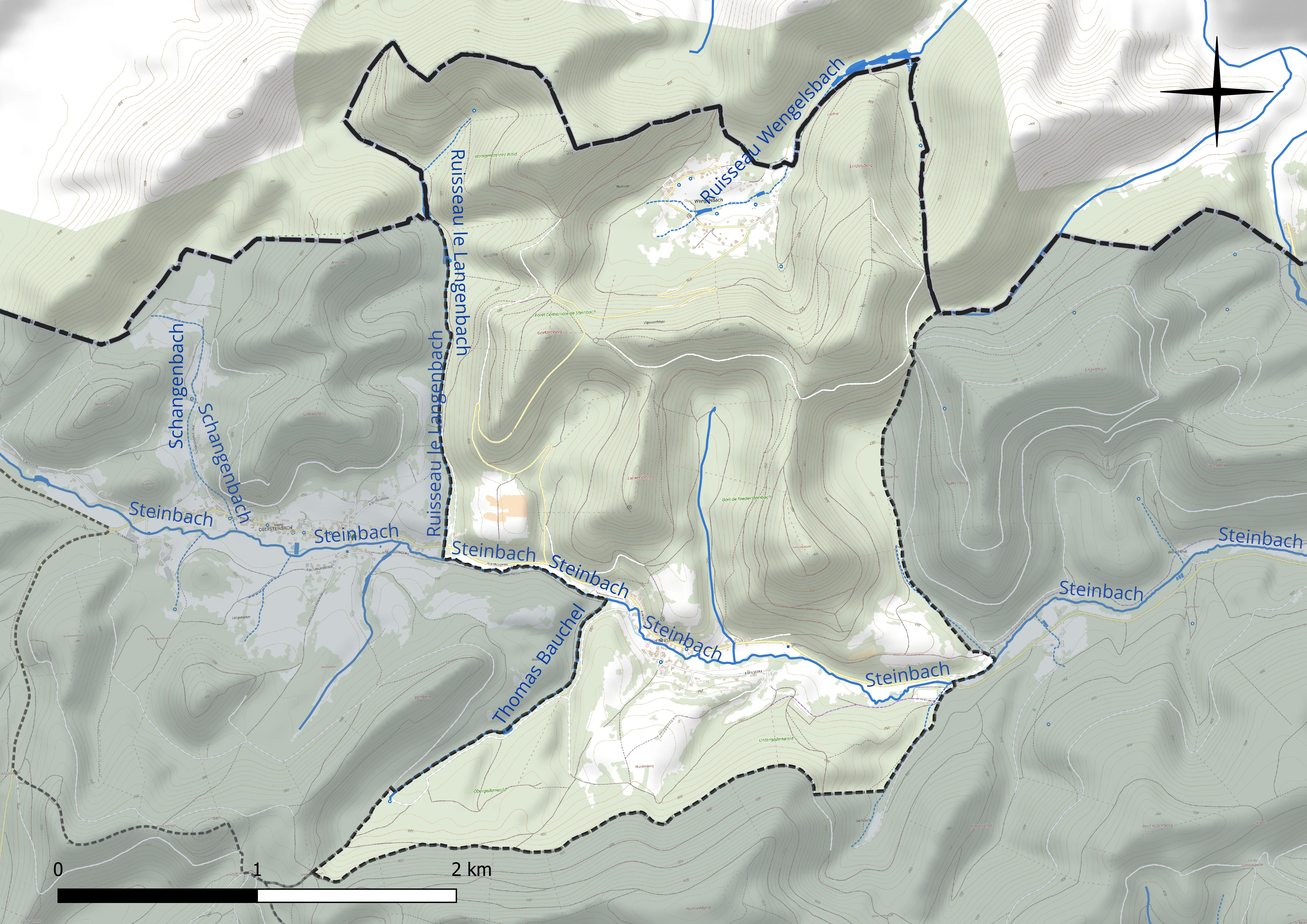
Réseau hydrographique de Niedersteinbach.

### Climat
Pour des articles plus généraux, voir Climat du Grand Est et Climat du Bas-Rhin.
En 2010, le climat de la commune est de type climat des marges montargnardes, selon une étude du Centre national de la recherche scientifique s'appuyant sur une série de données couvrant la période 1971-2000. En 2020, Météo-France publie une typologie des climats de la France métropolitaine dans laquelle la commune est exposée à un climat semi-continental et est dans la région climatique  Vosges, caractérisée par une pluviométrie très élevée (1 500 à 2 000 mm/an) en toutes saisons et un hiver rude (moins de 1 °C). 
Pour la période 1971-2000, la température annuelle moyenne est de 10,2 °C, avec une amplitude thermique annuelle de 17 °C. Le cumul annuel moyen de précipitations est de 1 006 mm, avec 12,3 jours de précipitations en janvier et 11 jours en juillet. Pour la période 1991-2020, la température moyenne annuelle observée sur la station météorologique de Météo-France la plus proche, « Preuschdorf », sur la commune de Preuschdorf à 11 km à vol d'oiseau, est de 11,3 °C et le cumul annuel moyen de précipitations est de 834,2 mm. 
La température maximale relevée sur cette station est de 39,8 °C, atteinte le 4 juillet 2015 ; la température minimale est de −19,9 °C, atteinte le 8 janvier 1985,,. 
Les paramètres climatiques de la commune ont été estimés pour le milieu du siècle (2041-2070) selon différents scénarios d'émission de gaz à effet de serre à partir des nouvelles projections climatiques de référence DRIAS-2020. Ils sont consultables sur un site dédié publié par Météo-France en novembre 2022.

### Voies de communications et transports

#### Voies routières
- D 3 depuis Lembach.
- D 863 depuis Reichshoffen.

#### Transports en commun
- Transports en Alsace.
- Fluo Grand Est.

La communauté de communes Sauer-Pechelbronn est devenue Autorité organisatrice de la mobilité (AOM).
| Fischbach bei Dahn (de) | Schönau (de)    |         |
| Obersteinbach           | Niedersteinbach |         |
|                         |                 | Lembach |

## Urbanisme

### Typologie
Au 1er janvier 2024, Niedersteinbach est catégorisée commune rurale à habitat dispersé, selon la nouvelle grille communale de densité à sept niveaux définie par l'Insee en 2022.
Elle est située hors unité urbaine et hors attraction des villes,.

### Occupation des sols
Commune couvert par le Règlement national d'urbanisme.
L'occupation des sols de la commune, telle qu'elle ressort de la base de données européenne d’occupation biophysique des sols Corine Land Cover (CLC), est marquée par l'importance des forêts et milieux semi-naturels (88 % en 2018), une proportion identique à celle de 1990 (88 %). La répartition détaillée en 2018 est la suivante : forêts (88 %), prairies (8,8 %), zones urbanisées (3,2 %). L'évolution de l’occupation des sols de la commune et de ses infrastructures peut être observée sur les différentes représentations cartographiques du territoire : la carte de Cassini (XVIIIe siècle), la carte d'état-major (1820-1866) et les cartes ou photos aériennes de l'IGN pour la période actuelle (1950 à aujourd'hui).

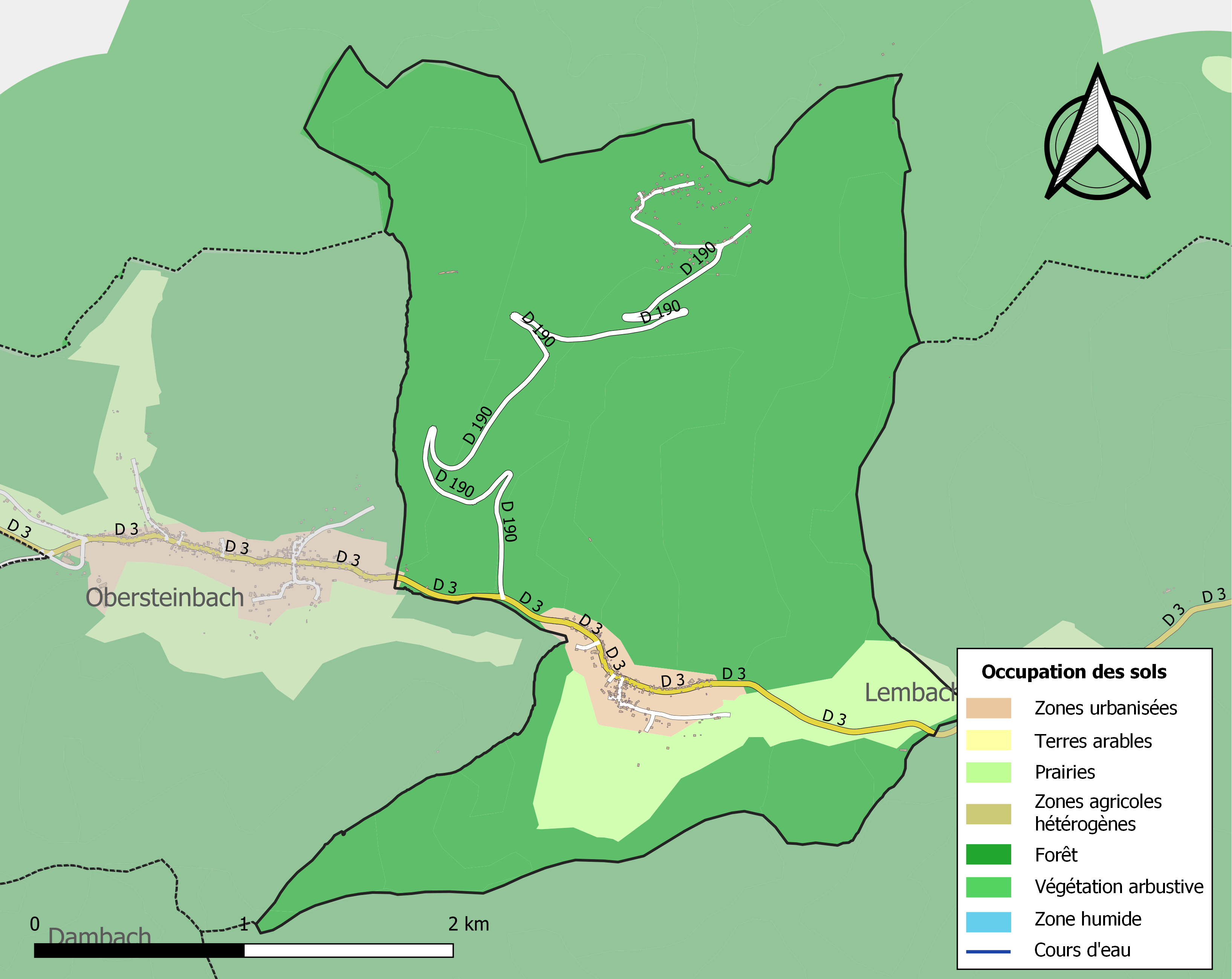
Carte des infrastructures et de l'occupation des sols de la commune en 2018 (CLC).

## Histoire

### Histoire territoriale
En 1790, Niedersteinbach revint au comté de Hanau-Lichtenberg qui à l'époque appartenait au landgraviat de Hesse-Darmstadt et y dépendait de Woerth. Avec les bouleversements commencés par la Révolution française, le territoire administré par Woerth devint une partie de la France et fut dissous au cours des réformes administratives suivantes. Après l'effondrement de la domination napoléonienne, Niedersteinbach revint au Grand-Duché de Hesse-Darmstadt, mais pour peu de temps. Le tracé fixé par la deuxième Paix de Paris en 1815 le rendit à la partie palatine du Wasgau et donc au cercle du Rhin dans le royaume de Bavière. La France n'accepta pas cette délimitation parce que la liaison entre les forteresses françaises de Bitche et de Wissembourg passait en territoire bavarois. En 1825, par une nouvelle convention frontalière, la Bavière céda Niedersteinbach et Obersteinbach à la France.
De 1871 jusqu'à la fin de la Première Guerre mondiale, Niedersteinbach fit partie du Reichsland d’Alsace-Lorraine à l’intérieur de l'Empire allemand et fut attribué au cercle de Wissembourg dans le district de Basse-Alsace.

### Héraldique
| Blason de Niedersteinbach | Blason  | De gueules au massacre de cerf d'or. |
| Blason de Niedersteinbach | Détails |                                      |

## Politique et administration
| Période                                  | Période                   | Identité                                           | Étiquette | Qualité                            |
| ---------------------------------------- | ------------------------- | -------------------------------------------------- | --------- | ---------------------------------- |
| Les données manquantes sont à compléter. |                           |                                                    |           |                                    |
| mars 2001                                | mars 2008                 | Bernard Babilon                                    |           |                                    |
| mars 2008                                | En cours (au 31 mai 2020) | Christophe Schertz, Réélu pour le mandat 2020-2026 |           | Ouvrier qualifié de type artisanal |

### Budget et fiscalité 2023

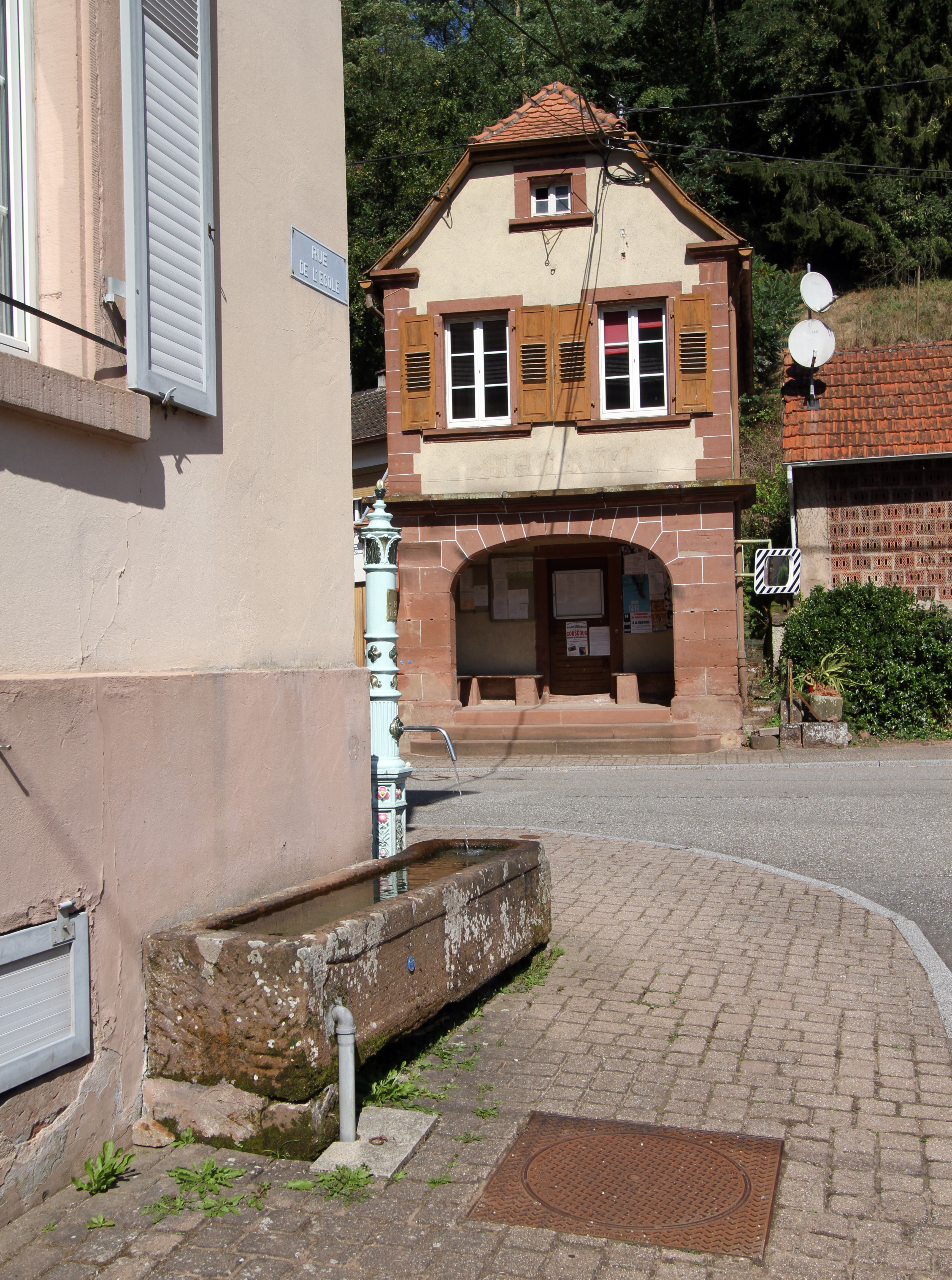
Mairie.

En 2023, le budget de la commune était constitué ainsi :
- total des produits de fonctionnement : 239 000 €, soit 2 063 € par habitant ;
- total des charges de fonctionnement : 189 000 €, soit 1 633 € par habitant ;
- total des ressources d'investissement : 291 000 €, soit 2 504 € par habitant ;
- total des emplois d'investissement : 94 000 €, soit 810 € par habitant ;
- endettement : 21 000 €, soit 179 € par habitant.

Avec les taux de fiscalité suivants :
- taxe d'habitation : 10,16 % ;
- taxe foncière sur les propriétés bâties : 20,86 % ;
- taxe foncière sur les propriétés non bâties : 70,32 % ;
- taxe additionnelle à la taxe foncière sur les propriétés non bâties : 0,00 % ;
- cotisation foncière des entreprises : 0,00 %.

Chiffres clés Revenus et pauvreté des ménages en 2021 : médiane en 2021 du revenu disponible, par unité de consommation : 24 070 €.

### Intercommunalité
Commune membre de la communauté de communes Sauer-Pechelbronn.

## Population et société

### Démographie

#### Évolution démographique
L'évolution du nombre d'habitants est connue à travers les recensements de la population effectués dans la commune depuis 1793. Pour les communes de moins de 10 000 habitants, une enquête de recensement portant sur toute la population est réalisée tous les cinq ans, les populations de référence des années intermédiaires étant quant à elles estimées par interpolation ou extrapolation. Pour la commune, le premier recensement exhaustif entrant dans le cadre du nouveau dispositif a été réalisé en 2004.

En 2022, la commune comptait 115 habitants, en évolution de −8,73 % par rapport à 2016 (Bas-Rhin : +3,17 %, France hors Mayotte : +2,11 %).
| 1793 | 1800 | 1806 | 1831 | 1836 | 1841 | 1846 | 1851 | 1856 |
| ---- | ---- | ---- | ---- | ---- | ---- | ---- | ---- | ---- |
| 218  | 340  | 409  | 648  | 568  | 508  | 520  | 521  | 460  |

| 1861 | 1866 | 1871 | 1875 | 1880 | 1885 | 1890 | 1895 | 1900 |
| ---- | ---- | ---- | ---- | ---- | ---- | ---- | ---- | ---- |
| 500  | 471  | 457  | 449  | 469  | 449  | 444  | 448  | 419  |

| 1905 | 1910 | 1921 | 1926 | 1931 | 1936 | 1946 | 1954 | 1962 |
| ---- | ---- | ---- | ---- | ---- | ---- | ---- | ---- | ---- |
| 376  | 350  | 340  | 330  | 352  | 335  | 298  | 266  | 253  |

| 1968 | 1975 | 1982 | 1990 | 1999 | 2004 | 2006 | 2009 | 2014 |
| ---- | ---- | ---- | ---- | ---- | ---- | ---- | ---- | ---- |
| 239  | 228  | 181  | 161  | 155  | 139  | 134  | 153  | 128  |

| 2019 | 2022 | - | - | - | - | - | - | - |
| ---- | ---- | - | - | - | - | - | - | - |
| 115  | 115  | - | - | - | - | - | - | - |

### Enseignement
Établissements d'enseignements :
- Écoles maternelles et primaires à Lembach, Dambach, Wingen,
- Collèges à  Niederbronn-les-Bains, Wœrth, Reichshoffen,
- Lycées à Éguelshardt, Walbourg, Wissembourg, Bitche.

### Santé
Professionnels et établissements de santé :
- Médecins à Lembach, Goersdorf, Niederbronn-les-Bains,
- Pharmacies à Lembach, Niederbronn-les-Bains,
- Hôpitaux à Goersdorf, Niederbronn-les-Bains.

### Cultes
- Culte catholique, communauté de paroisses Pays de Fleckenstein[30], diocèse de Strasbourg[31].

## Économie

### Entreprises et commerces

#### Agriculture, élevage
- Agriculteurs, éleveurs.
- Élevage de chevaux islandais, centre équestre[32].

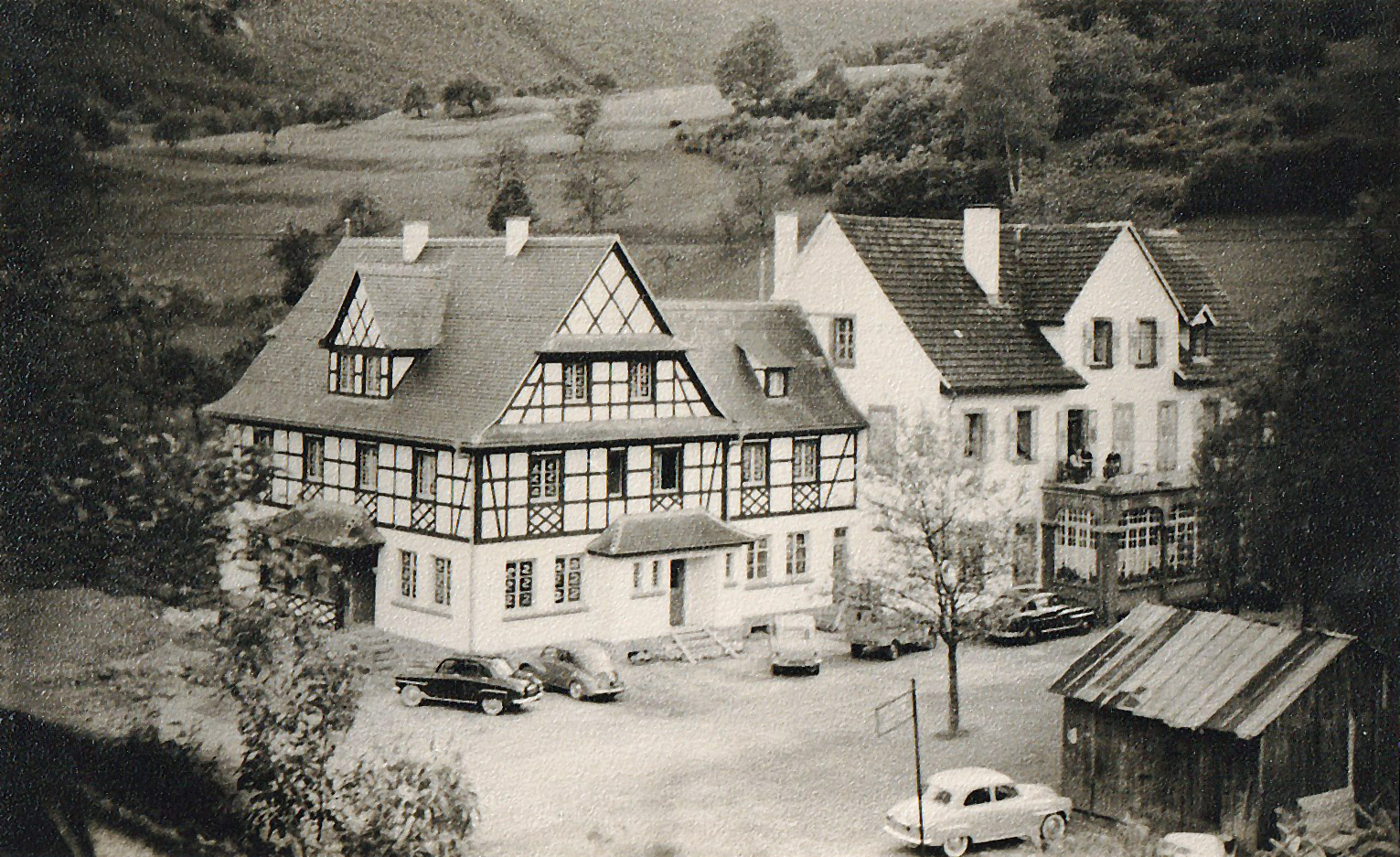
Hôtel-Restaurant du Cheval Blanc, 07-06-1954.

#### Tourisme
- Hôtel Au Cheval Blanc[33].
- Hôtel-restaurant Anthon[34].
- Chambres d'hôtes.
- Gîtes ruraux.

#### Commerces
- Commerces de proximité à Lembach, Niederbronn-les-Bains.

## Lieux et monuments

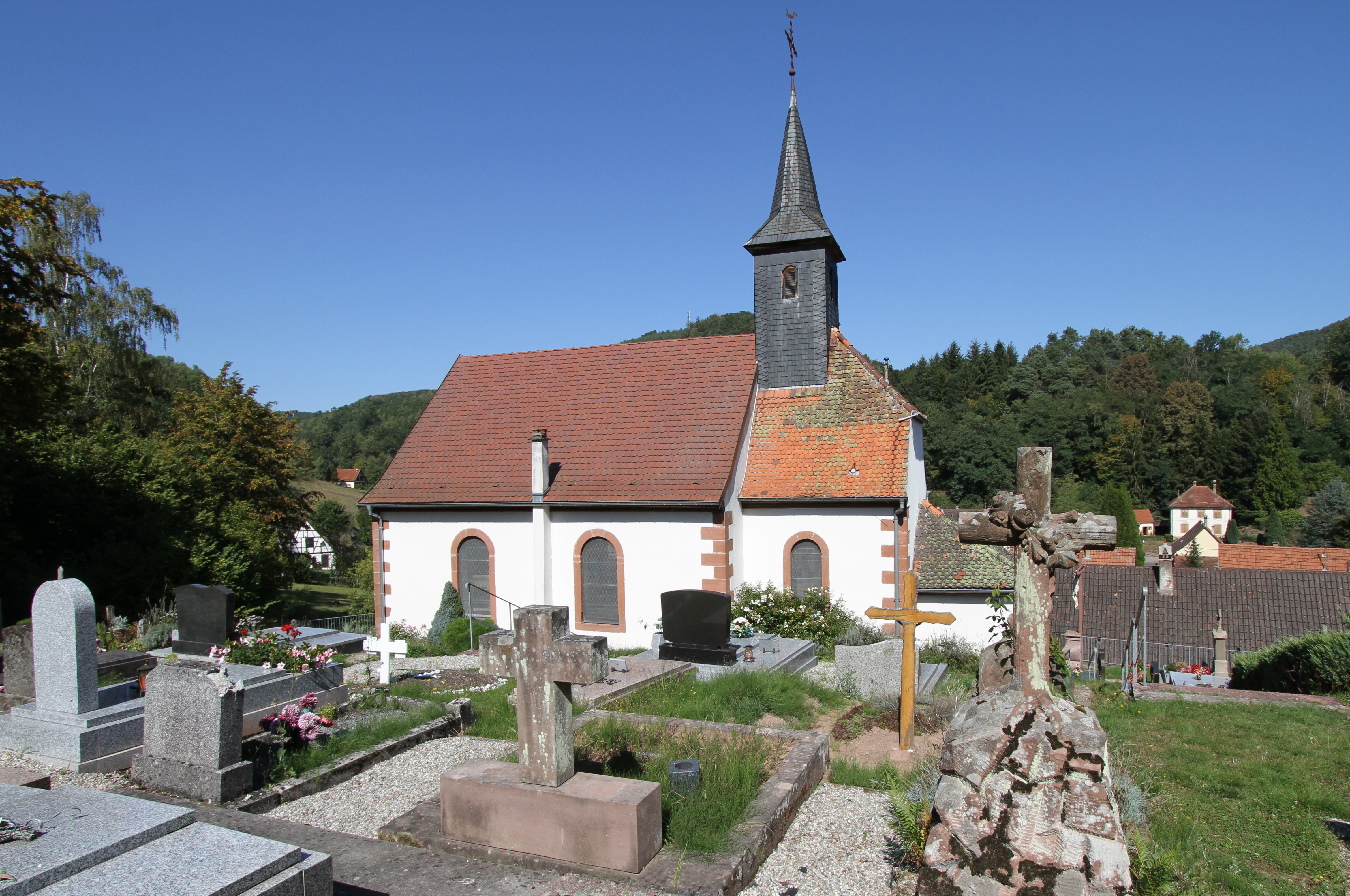
Église protestante de Niedersteinbach.
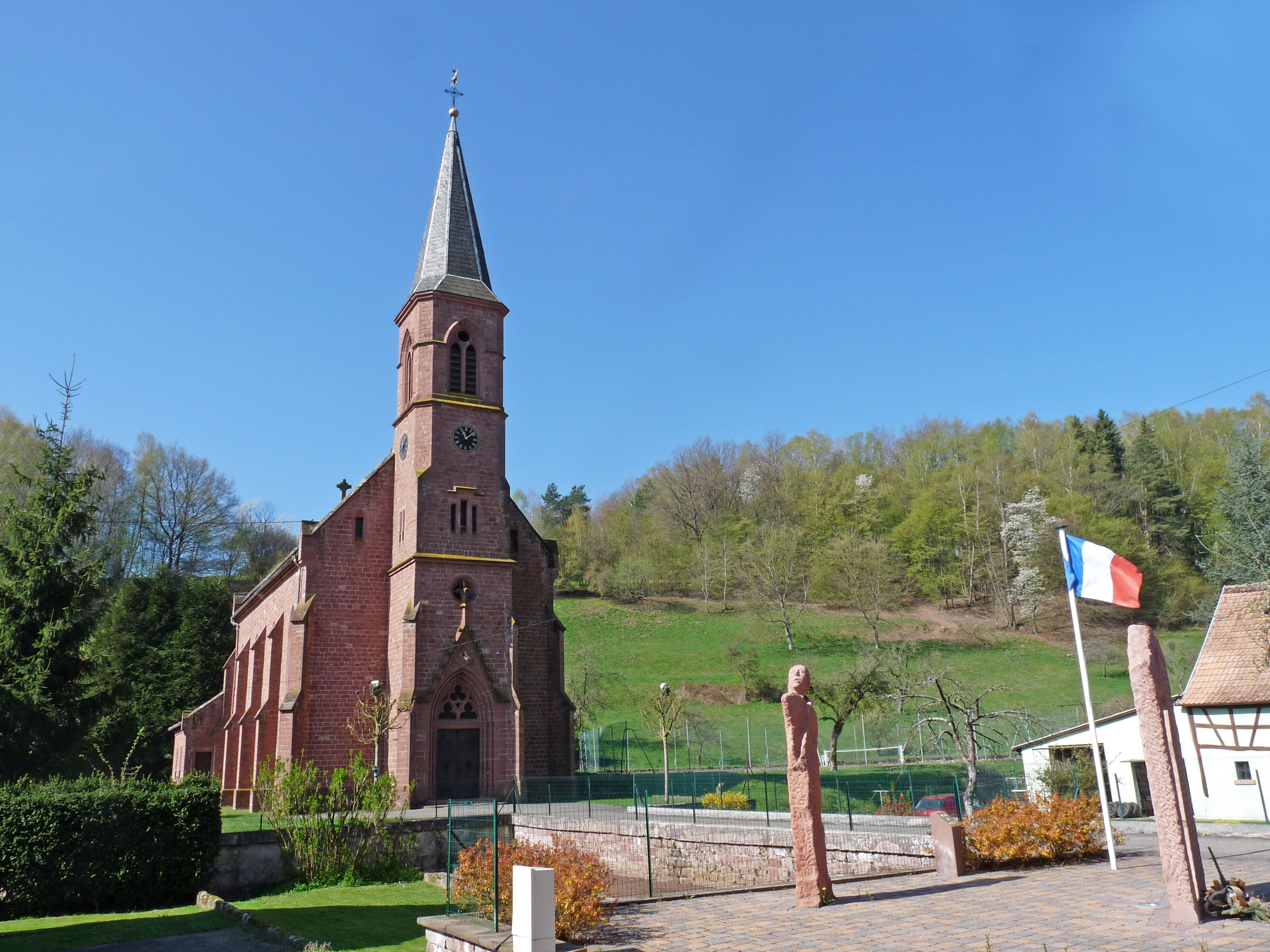
Église catholique de Niedersteinbach.
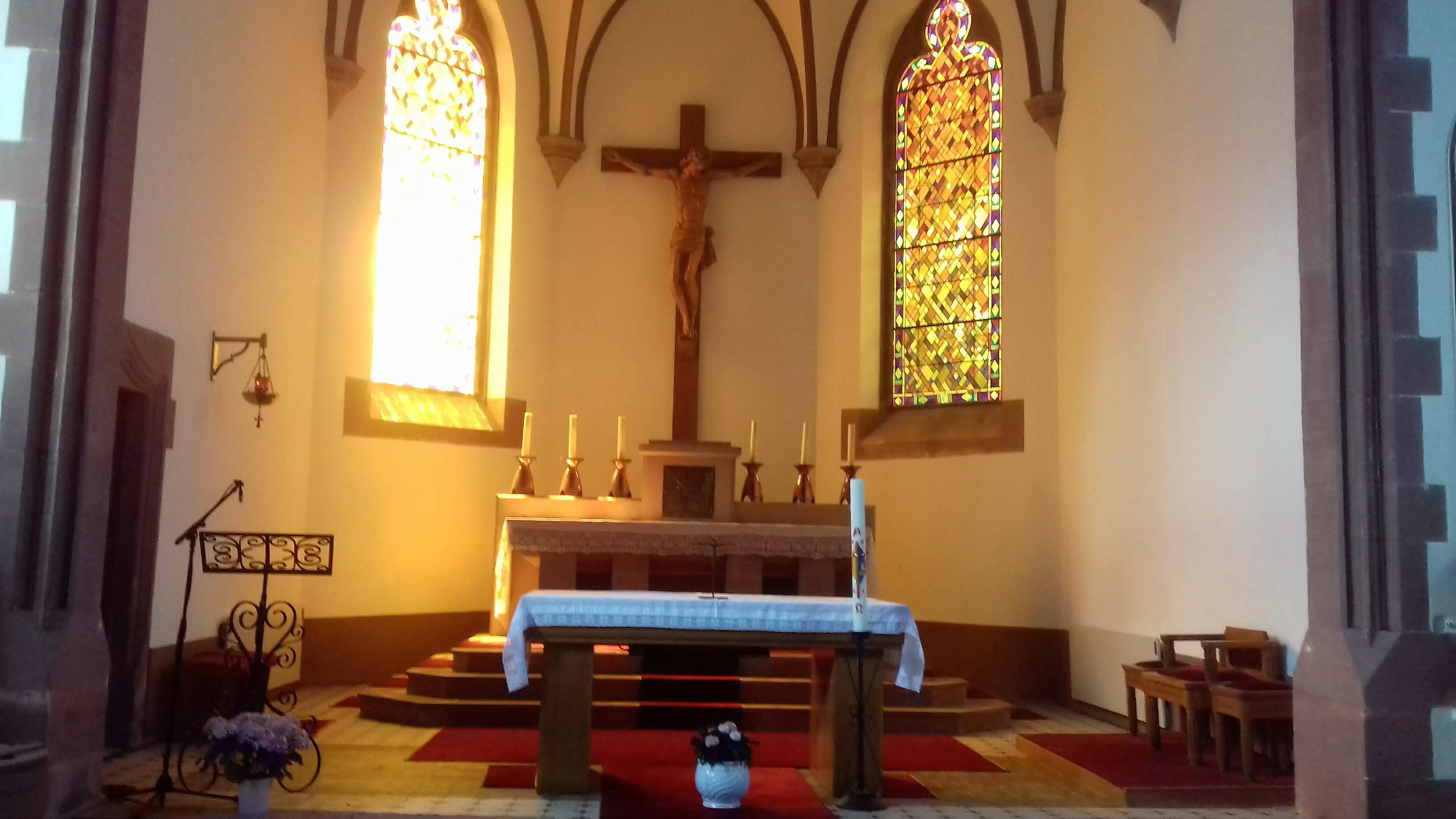
Intérieur de l'Église catholique Saint-Gall.
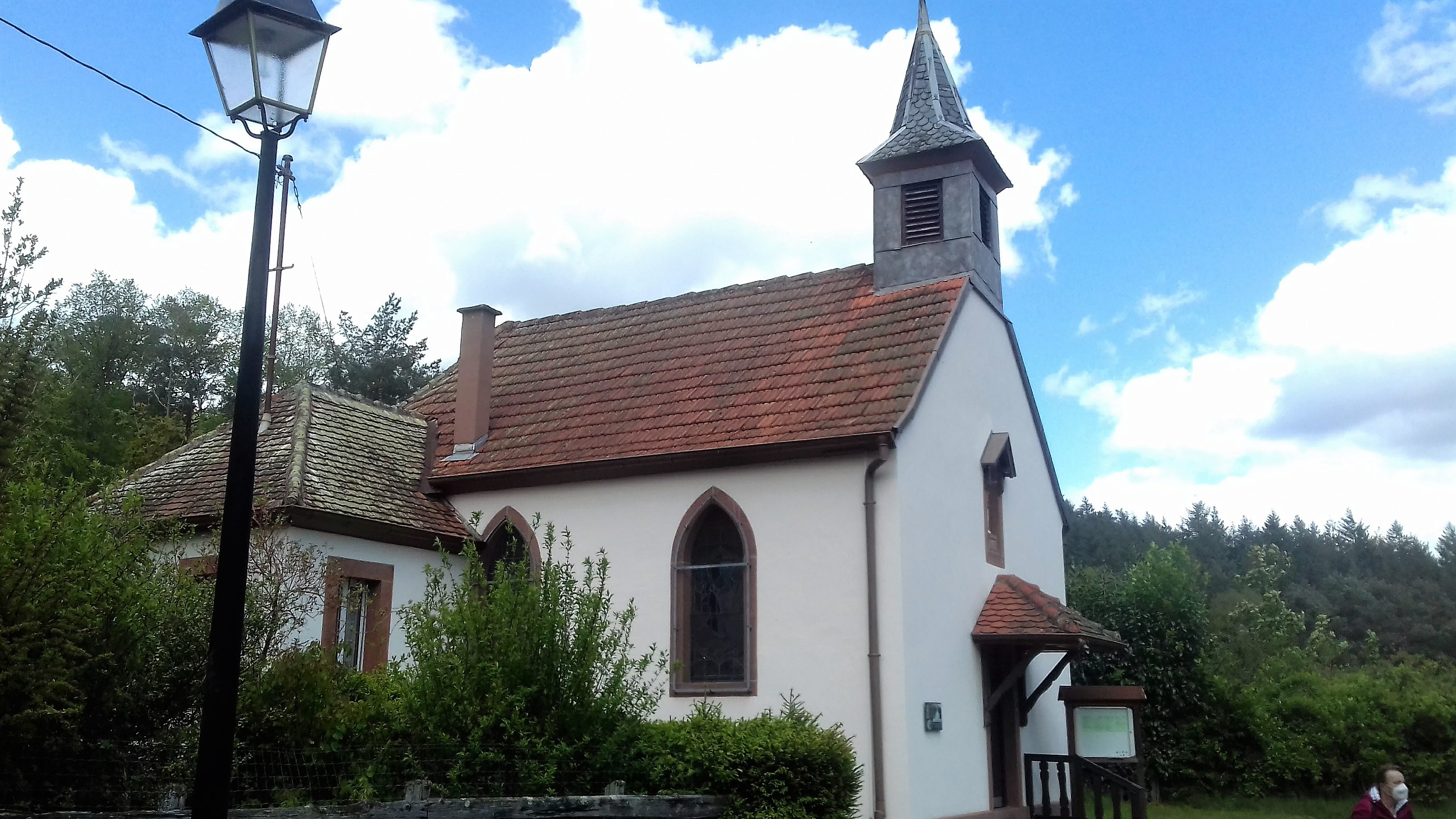
Église catholique de Wengelsbach.
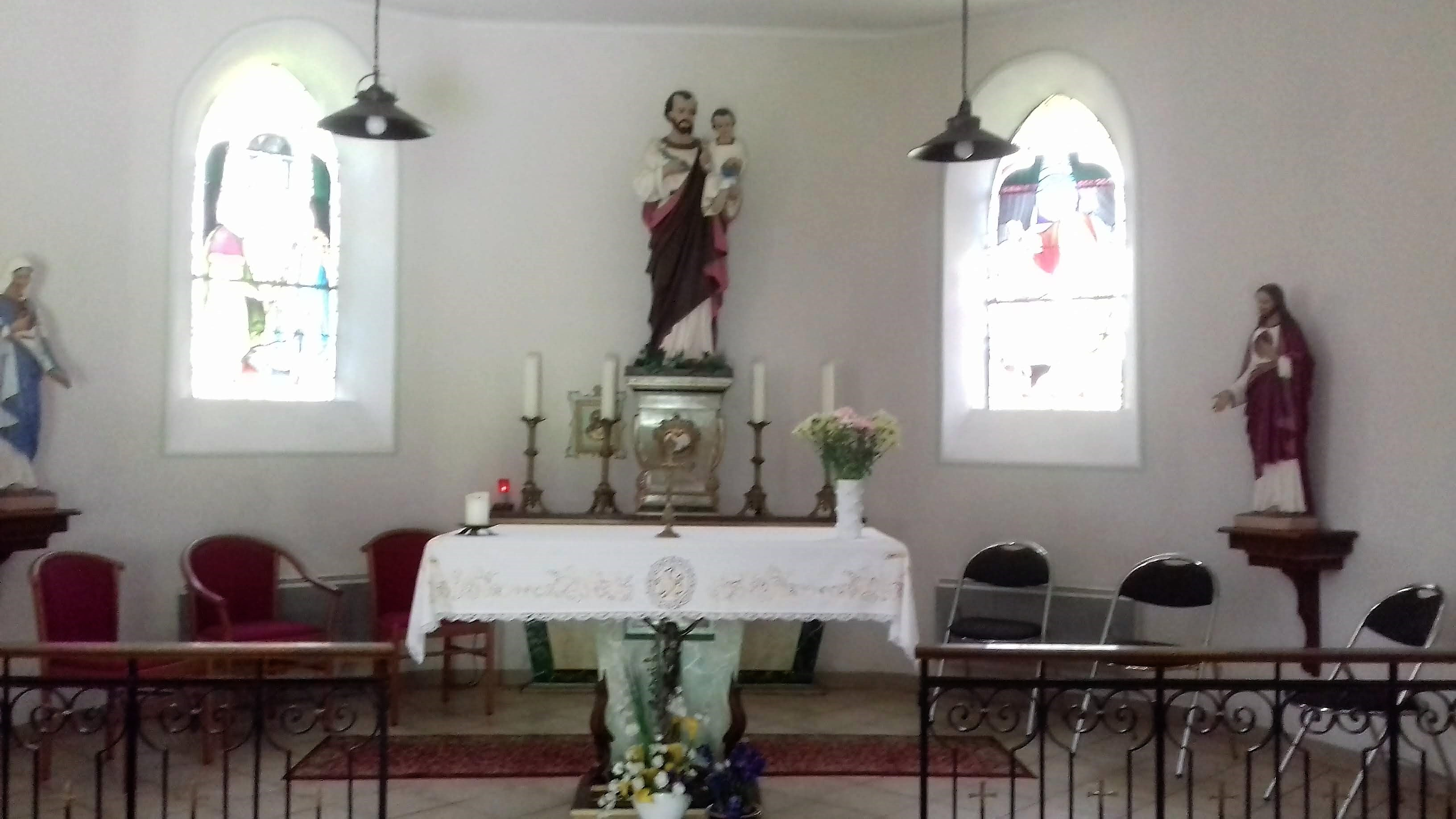
Intérieur de l'église catholique de Wengelsbach.
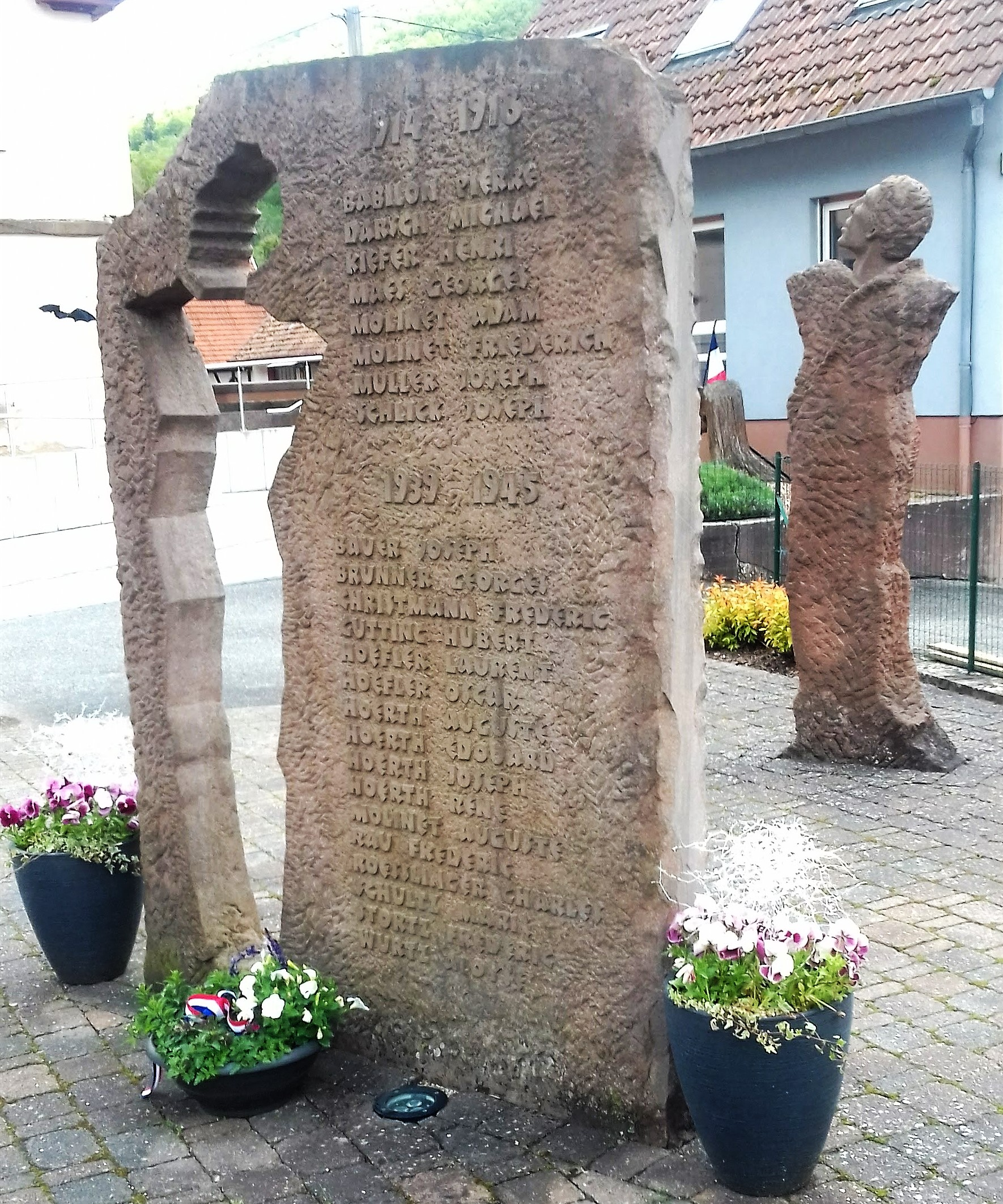
Monument aux morts.

Patrimoine religieux
- Église catholique Saint-Gall[35], construite d'après les plans de l'architecte Heinrich Gloeckner[36],[37].

Le mobilier de l'église paroissiale Saint-Gall.
* Chasuble.
* Calice.
* Ostensoir.
* Statue.
* Groupe sculpté.
* Chaire à prêcher.
* Confessionnal.
* Encensoir.
* Orgue sur tribune de Sauer Conrad (facteur d'orgues),.
- Église protestante[50].

Le mobilier de l'église paroissiale Saint-Gall, temple :
* Orgue.
* Aiguière et bassin de baptême.
* Aiguière de communion ou de baptême.
* Aiguière de communion.
* Boîte à hosties et patène protestantes.
- Église catholique de Wengelsbach[57].
- Chapelle Saint-Joseph[58].

Verrière.
Le mobilier de la chapelle Saint-Joseph.
* Statue de saint Joseph portant l'Enfant.
* Groupe sculpté.
* Statues, groupe sculpté.
* Calice.
* Chandeliers, croix d'autel.
- Croix de cimetière[66].
- Croix de chemin[67].
- Monuments aux morts[68] : conflits commémorés : guerres franco-allemande de 1914-1918 - 1939-1945[69],[70].
- Patrimoine rural recensé par le service régional de l'inventaire général du patrimoine culturel[71]

Autres patrimoines
- Ruine du Château du Wasigenstein[72].
- Opferschale, pierres druidiques[73].
- Rocher nommé Ziegeunerfelsen ou rocher des bohémiens[74].
- Fontaine rue principale[75].

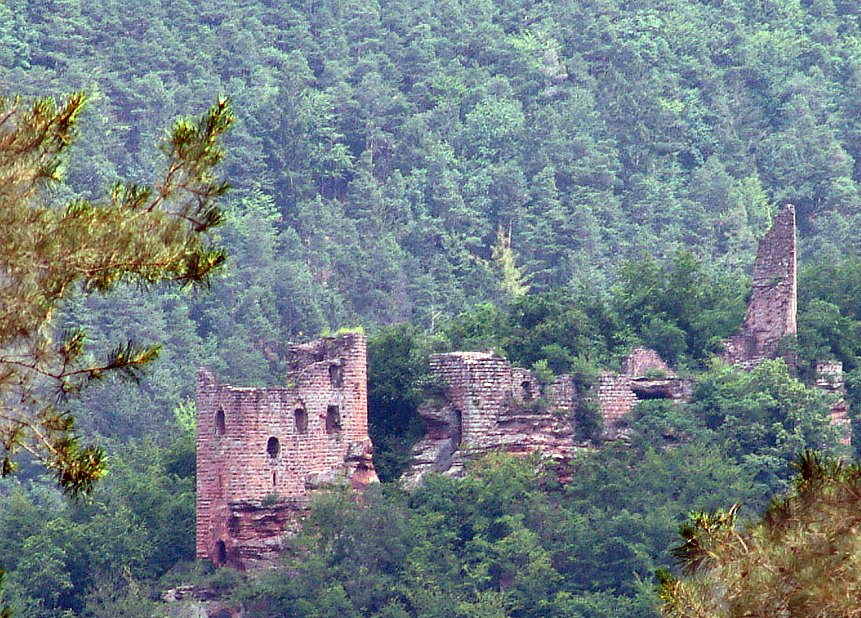
Ruines du château du Wasigenstein.
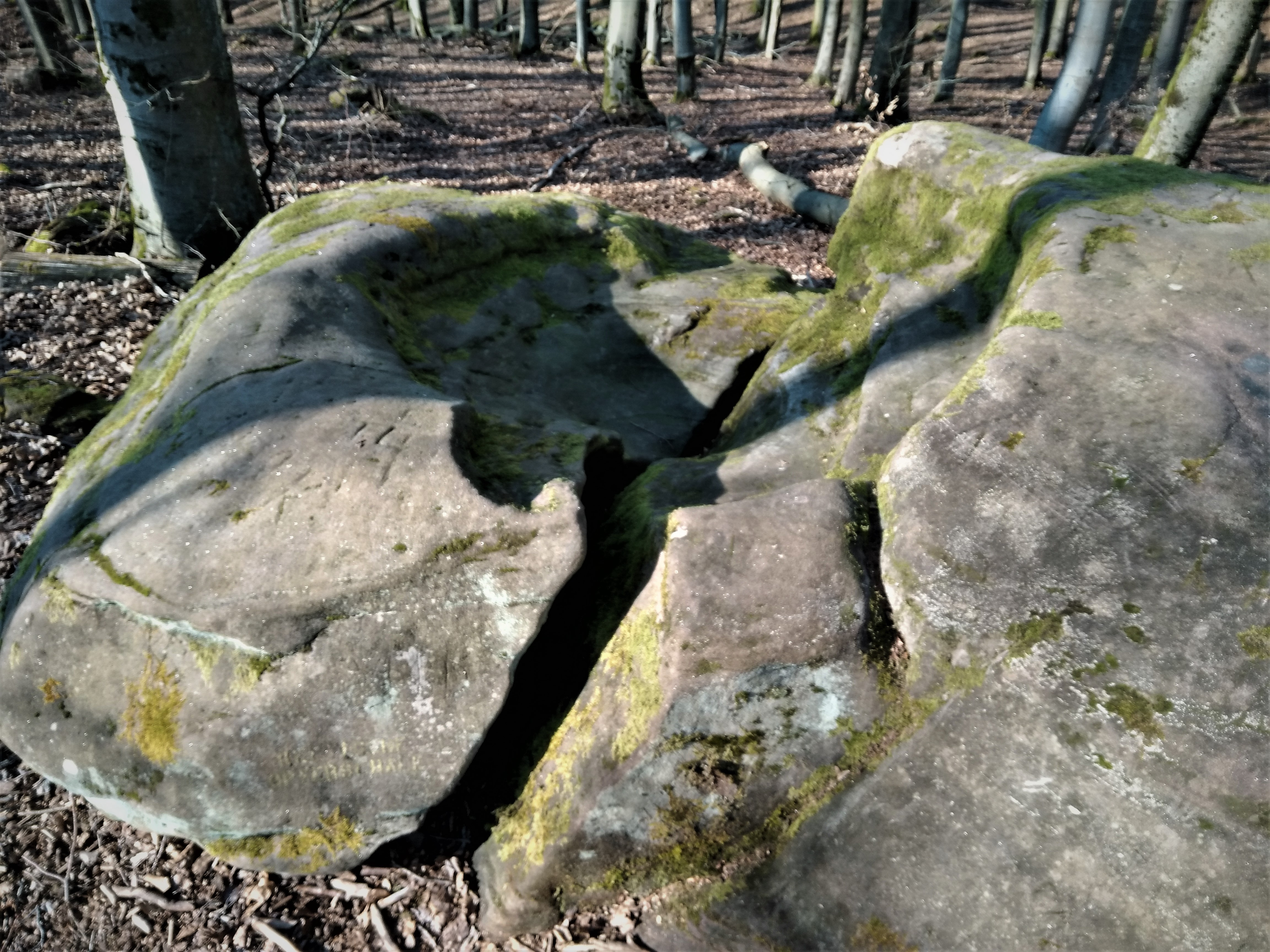
Opferschale, pierres druidiques au lieu-dit Maimont[76].
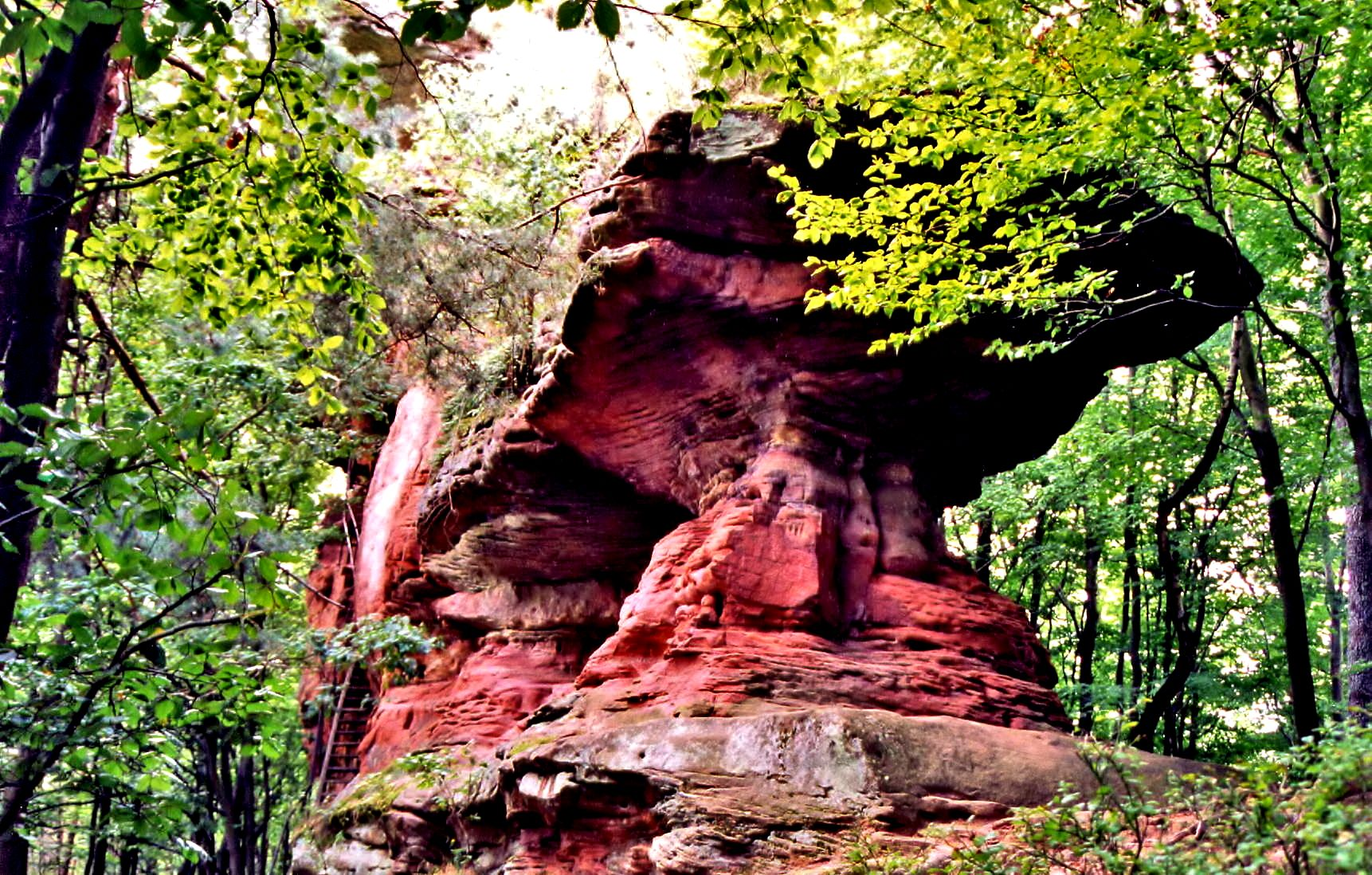
Rocher nommé Ziegeunerfelsen ou rocher des Bohémiens[77],[78].
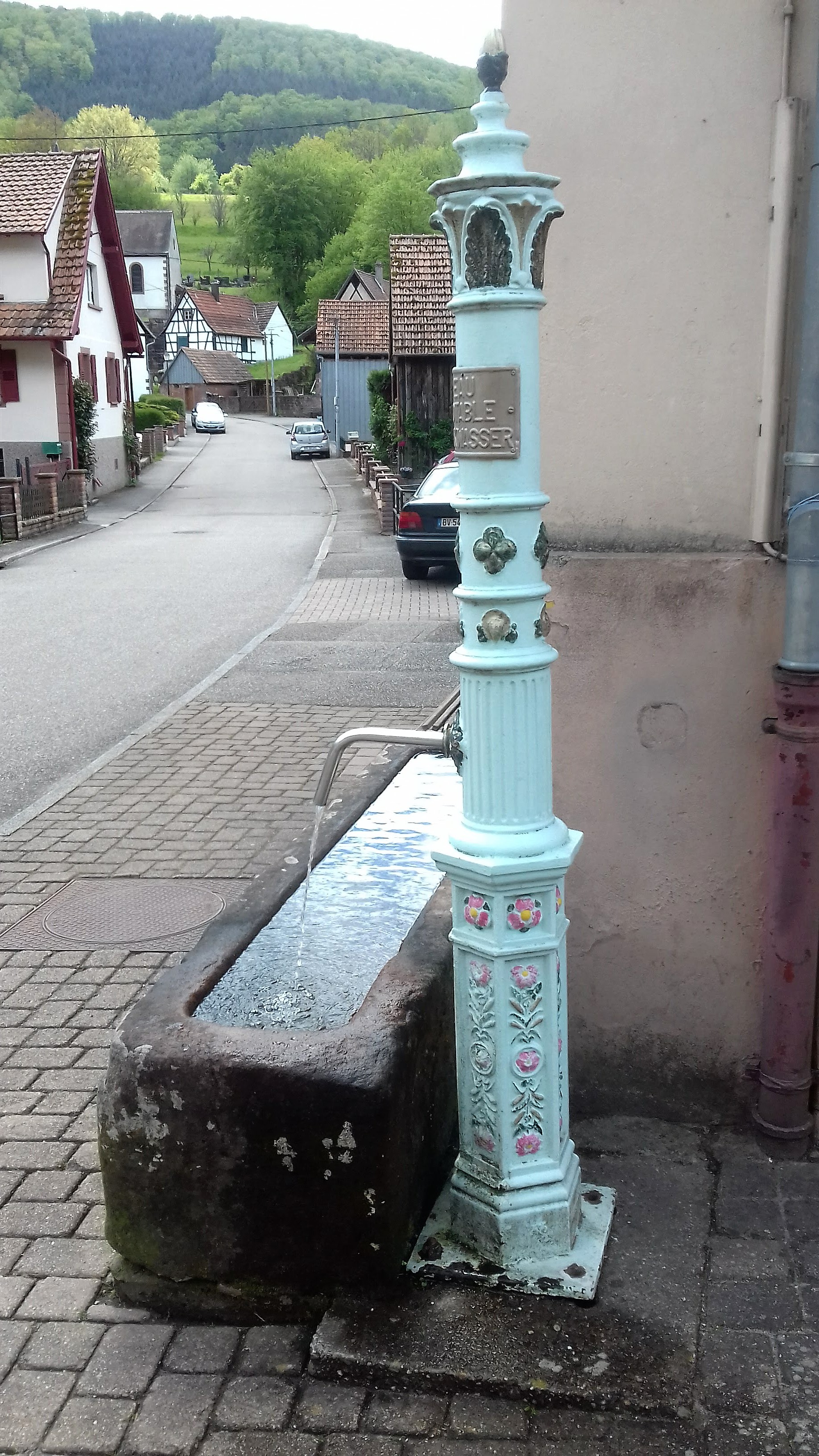
Fontaines, lavoirs :

Fontaines .
Lavoirs.

## Personnalités liées à la commune
- Heinrich Joseph Emil Gloeckner, l'architecte qui a conçu les plans de l'église Saint-Gall[36].
- Helmut Kohl était un habitué de l'Alsace qui venait régulièrement au Cheval Blanc de Niedersteinbach[81].